# Alexine Tinne

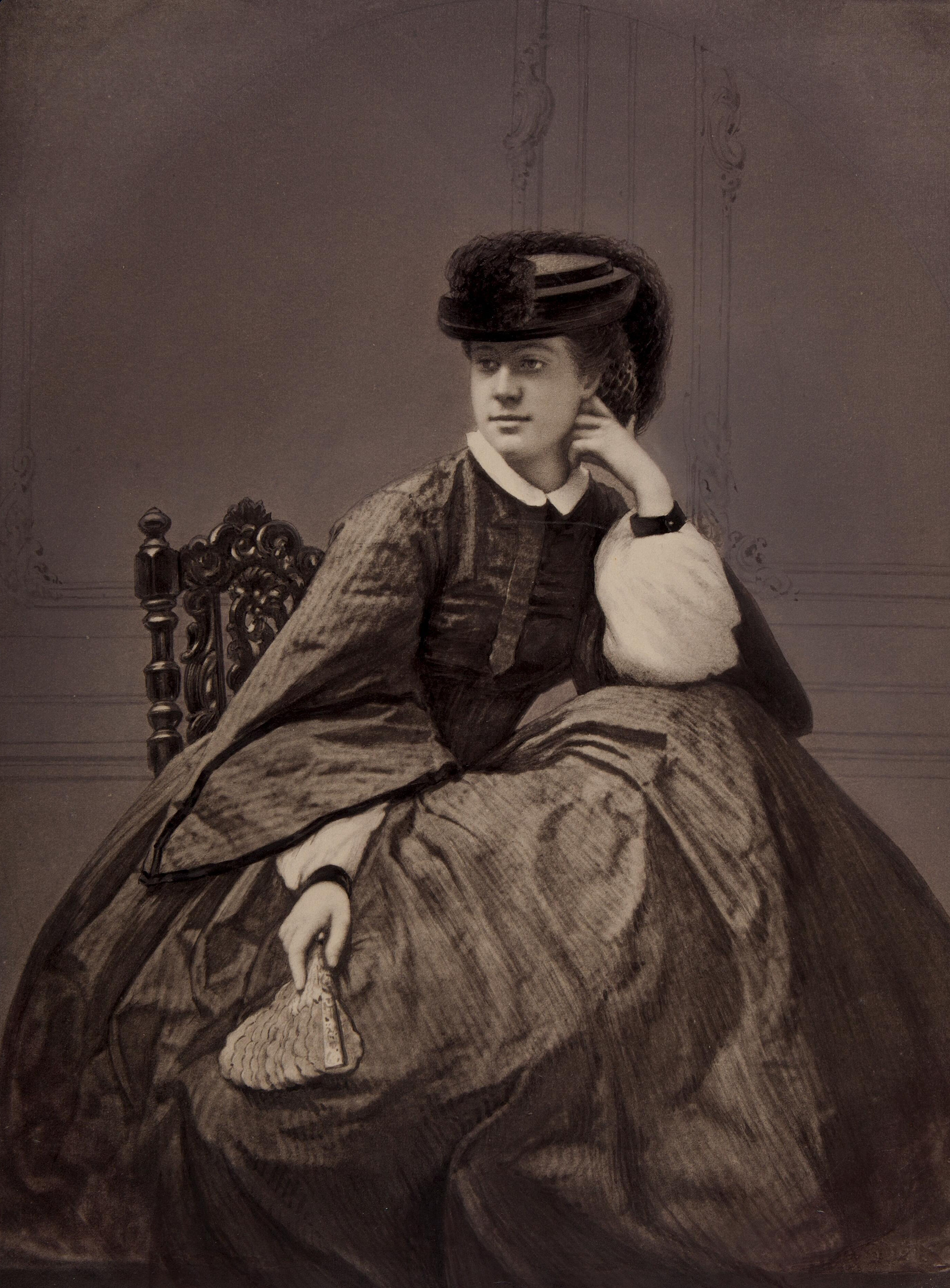
Alexine Tinne (1835–1869)

Alexandrine „Alexine“ Pieternella Françoise Tinne (* 17. Oktober 1835 in Den Haag; † 1. August 1869 in der libyschen Sahara) war eine niederländische Abenteurerin, Afrikaforscherin und Fotografin.

## Kindheit und Jugend
Alexine Tinne war die Tochter von Philippe Frédéric Tinne (1772–1844), einem holländischen Kaufmann, der während der napoleonischen Kriege in England lebte und später in sein Heimatland zurückkehrte, und der Baroness Harriet van Steengracht-Capellen (1796–1863). Harriet, die Tochter eines bekannten holländischen Vizeadmirals, war Philips zweite Frau. Alexine wurde geboren, als er 63 Jahre alt war.
Die junge Alexine wurde zu Hause unterrichtet und zeigte Begabung für das Klavierspielen. Außerdem war sie eine ausgezeichnete Fotografin in den ersten Jahren der Glasplattenfotografie. Sie war zehn Jahre alt, als ihr wohlhabender Vater starb, und galt als eine der reichsten Erbinnen in den Niederlanden.

## Reisen

### Reise zum Oberlauf des Nil

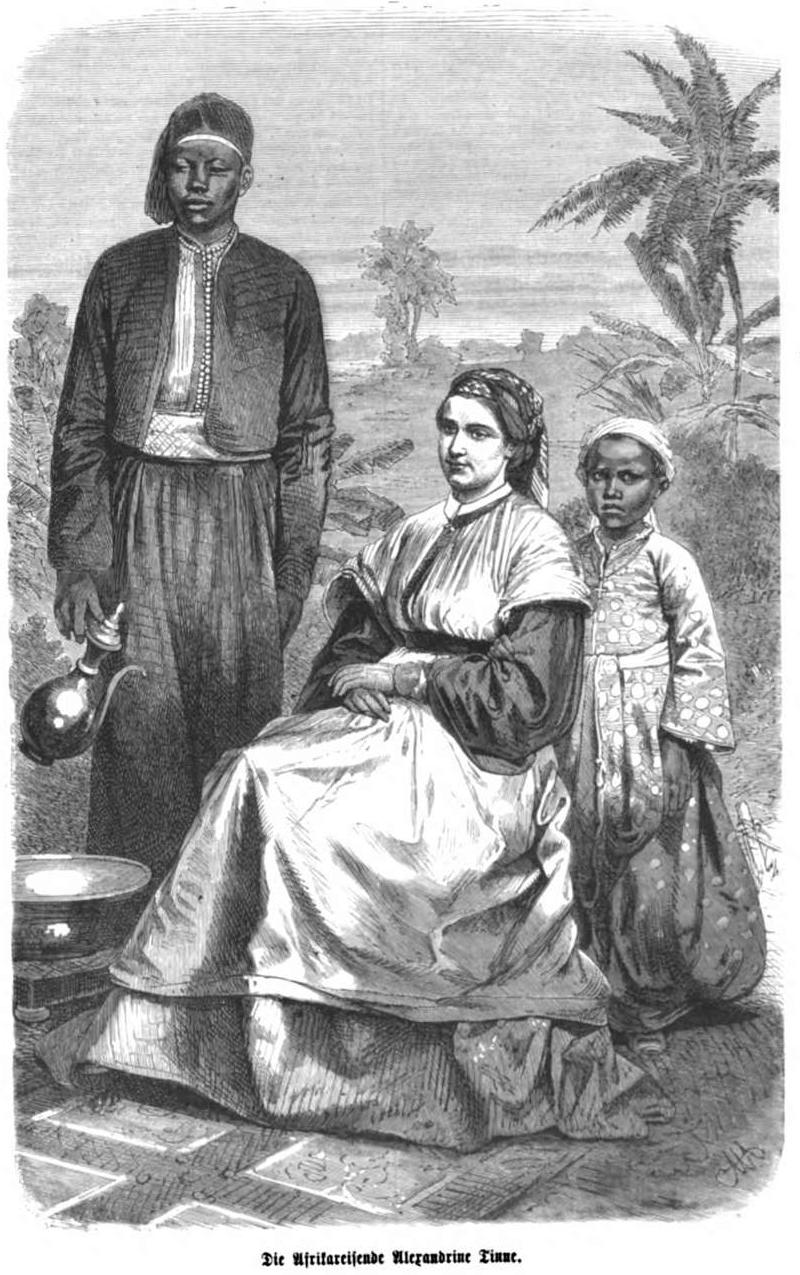
Alexine Tinne, 1869

Bereits Alexines Mutter führte ein unstetes Leben und war mit ihrer kleinen Tochter alljährlich mehrere Monate auf Reisen. Alexine träumte davon, die Quellen des Nils zu entdecken. Sie lernte Arabisch und machte sich 1861 allen Warnungen zum Trotz über Syrien und Palästina auf nach Kairo, wohin sie ganz übersiedelte und von wo aus sie sich im Januar 1862 auf den Weg nach Süden machte. Begleitet wurde sie von ihrer Mutter, ihrer Tante und einigen Naturwissenschaftlern. Die mit allem europäischen Luxus ausgestattete Expedition sollte nilaufwärts auf John Hanning Speke treffen und sich dann gemeinsam auf den Weg zu den Nilquellen machen. Als Speke nicht am vereinbarten Treffpunkt eintraf, machte sich Alexine Tinne mit ihren Leuten alleine auf den Weg. Auf dem Landweg stieß sie in die damals kaum erforschten Regionen in der heutigen Republik Kongo und im Nordwesten der heutigen Demokratischen Republik Kongo vor. Sie gelangte am 30. September nach Gondokoro. Der Expedition fehlte es jedoch an Trägern und Lebensmitteln und nach mehreren Malariaanfällen brach Tinne die Reise ab und machte sich bald auf den Rückweg nach Kairo. Auf dieser Reise, wie auch in Kairo, begegnete sie erstmals unmittelbar Sklaven-Karawanen, dokumentierte dies, schreckte auch nicht davor zurück, sich mit den Sklavenhändlern anzulegen und kaufte etliche Menschen frei, denen sie anbot, sich ihrem Gefolge anzuschließen.
Gleich nach ihrer Rückkehr begann Tinne die Erforschung des Gazellenflusses zu planen. Begleitet von dem deutschen Forscher Baron Theodor von Heuglin, dem Botaniker und Arzt Hermann Steudner, 65 Leibwächtern und 40 Maultieren, beladen mit Geschenken für die Einheimischen (Glasperlen, Spielzeug und Kleidung), machte sie sich bereits am 2. Februar 1863 auf den Weg. Gemeinsam mit ihrer Mutter und Tante beobachtete sie die Natur und schrieb ihre Beobachtungen nieder. Pflanzen wurden gesammelt und gezeichnet und in Herbarien abgelegt. Auch auf dieser Reise kaufte sie Menschen aus der Sklaverei frei. Als ihre Mutter und Steudner an einem plötzlichen Fieber verstarben, brach Alexine auch diese Forschungsreise ab und gelangte am 29. März 1864 nach Khartum zurück.

### Die Sahara-Expedition
Danach bereiste Alexine Tinne das Mittelmeer mit einem Schiff, konnte sich jedoch lange nicht zu einer neuen Expedition überwinden. Sie machte sich selbst verantwortlich für den Tod ihrer Mutter. 1867 verlegte sie ihren Wohnsitz von Kairo nach Algier.
Erst im Jahr 1869 stellte sie eine neue Expedition zusammen, um als erste Europäerin die Sahara zu durchqueren. Von Tripolis aus drang sie mit ihrem Gefolge tief in die libysche Sahara ein. In Murzuk traf sie mit dem deutschen Arzt und Forschungsreisenden Gustav Nachtigal zusammen. Dieser überredete Alexine, den von zu Hause ausgerissenen sächsischen Gymnasiasten Gottlob Adolf Krause (1850–1938), zu späterer Zeit ein geachteter Experte für Westafrikanische Sprachforschung, der sich der Expedition angeschlossen hatte, nach Tripolis zurückzuschicken. Die Tuareg sicherten ihr Unterstützung und Geleitschutz für die weitere Reise zu. Unterwegs kaufte sie unter anderem Frauen von Sklavenhändlern frei, die für Harems bestimmt waren. Als in der Nähe von Murzuk unter ihren Treibern Streit ausbrach, versuchte sie zu schlichten und wurde dabei von einem Targi tödlich verletzt. Erst nach einigen Tagen wurde sie von herbeigerufenen Soldaten gefunden und in der Wüste begraben. Die Motive der Mörder seien Christenhass und Raubgier gewesen, denn in den großen Wasserkanistern hätten die Tuareg Gold vermutet. Soweit die allgemein in der Literatur zu findende Darstellung.
Der Afrikaforscher Erwin von Bary und der aus Murzuk zurückgeschickte Gottlob Adolf Krause stellten später genauere Untersuchungen an. Die beiden Reisenden fanden dabei heraus, dass die Forscherin und ihre europäischen Begleiter Opfer einer politischen Intrige geworden waren: Alexine Tinne reiste unter dem Schutz des alten Anführers der nördlichen Tuareg (Kel Ajjer), Ikhenukhen, dessen Ansehen aber stark angeschlagen war. Jüngere Stammesführer versuchten ihn zu verdrängen, indem sie ihn einerseits als Marionette der Europäer hinstellten, andererseits als greisen Schwächling diffamierten. Um zu beweisen, dass er nicht einmal mehr in der Lage sei, seine Schutzbefohlenen sicher durch das Ajjer-Land zu geleiten, planten sie den Überfall auf die holländische Expedition, den sie später damit zu rechtfertigen versuchten, dass sie Alexine Tinne und ihre Begleiter als christliche Spione ansahen. Ihr politisches Ziel erreichten die Mörder jedoch nicht, denn der Mord an einer Frau, die unter dem Schutz der Stammesgemeinschaft reiste, war ein unverzeihliches Vergehen gegen den Ehrenkodex der Tuareg.

## Film
- Spuren in der Sahara, Dokumentarfilm von Dietrich Schubert, 2005